# Sedrun
Sedrun je místní částí a hlavním sídlem obce Tujetsch ve švýcarském kantonu Graubünden, okresu Surselva. Nachází se v údolí Předního Rýna, asi 60 kilometrů jihozápadně od kantonálního hlavního města Churu v nadmořské výšce 1405 metrů.
Jde o známé lyžařské a rekreační středisko.

## Historie

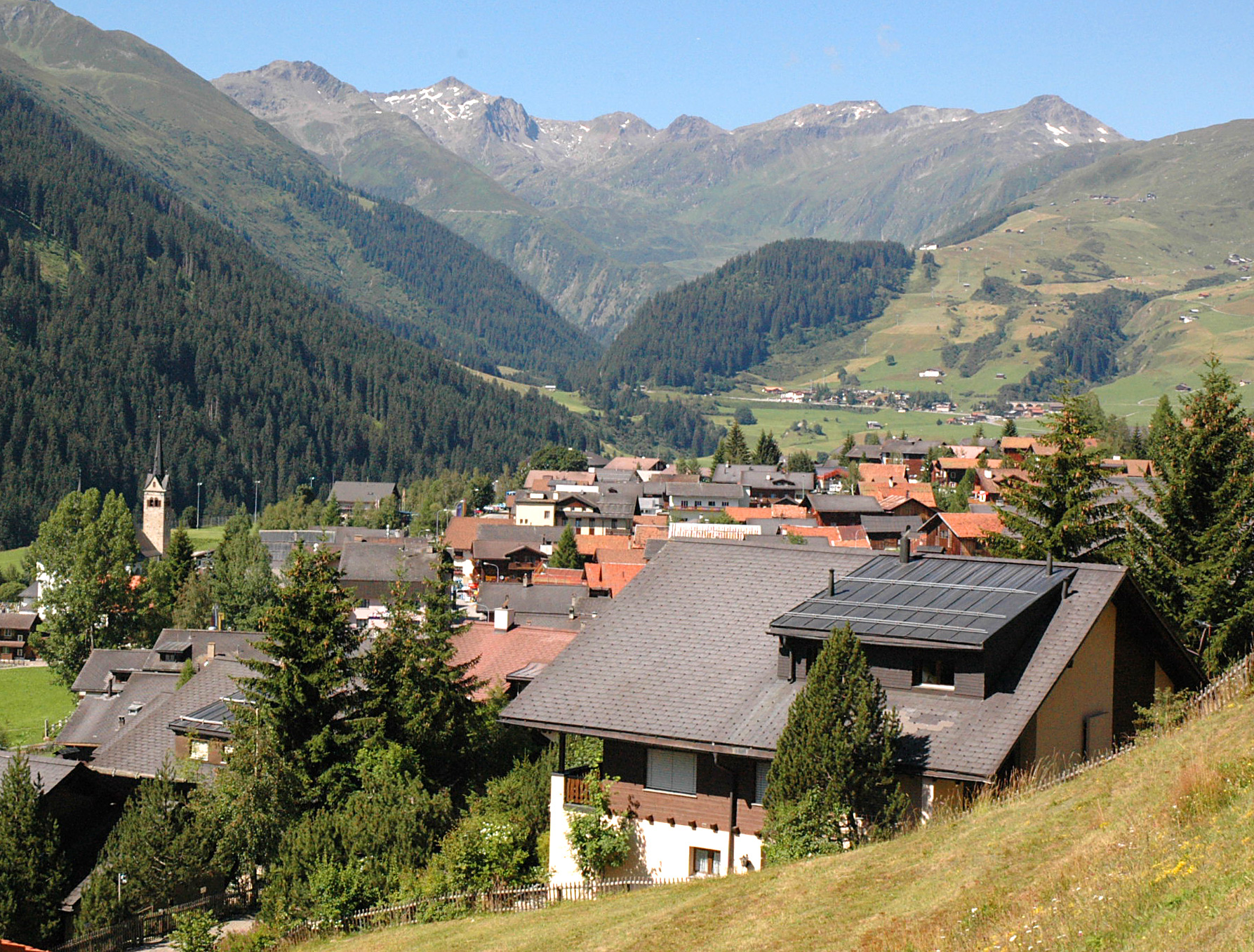
Pohled na Sedrun

Tujetsch (německy Tavetsch) tvořily odlehlé zemědělské osady táhnoucí se od Oberalpského průsmyku až po Bugnei. Vesnice názvu Tujetsch však nikdy neexistovala. K osídlení došlo po založení kláštera Disentis v 8. století. Ve 12. století se Walserové stěhovali přes Oberalpský průsmyk a usadili se v horním Tujetsch, například rodina Bertherů. Teprve v 18. století se horští zemědělci postupně stěhovali do vesnic na dně údolí. Sedrun se stal hlavním městem obce a farnosti. Farní kostel v Sedrunu, z něhož se do současnosti zachovala věž, byl vysvěcen v roce 1205. Dnešní kostel Sogn Vigeli pochází z let 1691–1695.
Před rozšířením Gotthardského průsmyku kolem roku 1200 spojovala severní a jižní Švýcarsko průsmyková trasa ze Silenen přes Bristen v údolí Maderanertal přes Chrüzlipass (2347 m n. m.) do Sedrunu a dále přes Lukmanierpass. Výstup na Chrüzlipass je na straně Uri u Golzernu vyznačen mísovitým kamenem a menhirem, na graubündenské straně velkým opracovaným blokem u Sedrunu/Valtgevasu. Průsmyk, který byl pravděpodobně pravidelně využíván již v pravěku a spojuje nejkratší cestou kláštery Disentis a Einsiedeln, sloužil také jako alternativní cesta k Oberalpskému průsmyku.

## NEAT
Sedrun je známý také díky staveništi NEAT s přístupovým tunelem k mezilehlému tubusu do Gotthardského úpatního tunelu. Plánovalo se zde vybudování nejhlubší železniční stanice na světě Porta Alpina.

## Lyžařské středisko
Sedrun je součástí rozsáhlé lyžařské oblasti Andermatt-Sedrun-Disentis. V místním skiareálu se nachází 33 vleků a celkem 180 kilometrů sjezdovek a jde tak o jeden z největších lyžařských areálů v kantonu Graubünden.

## Doprava

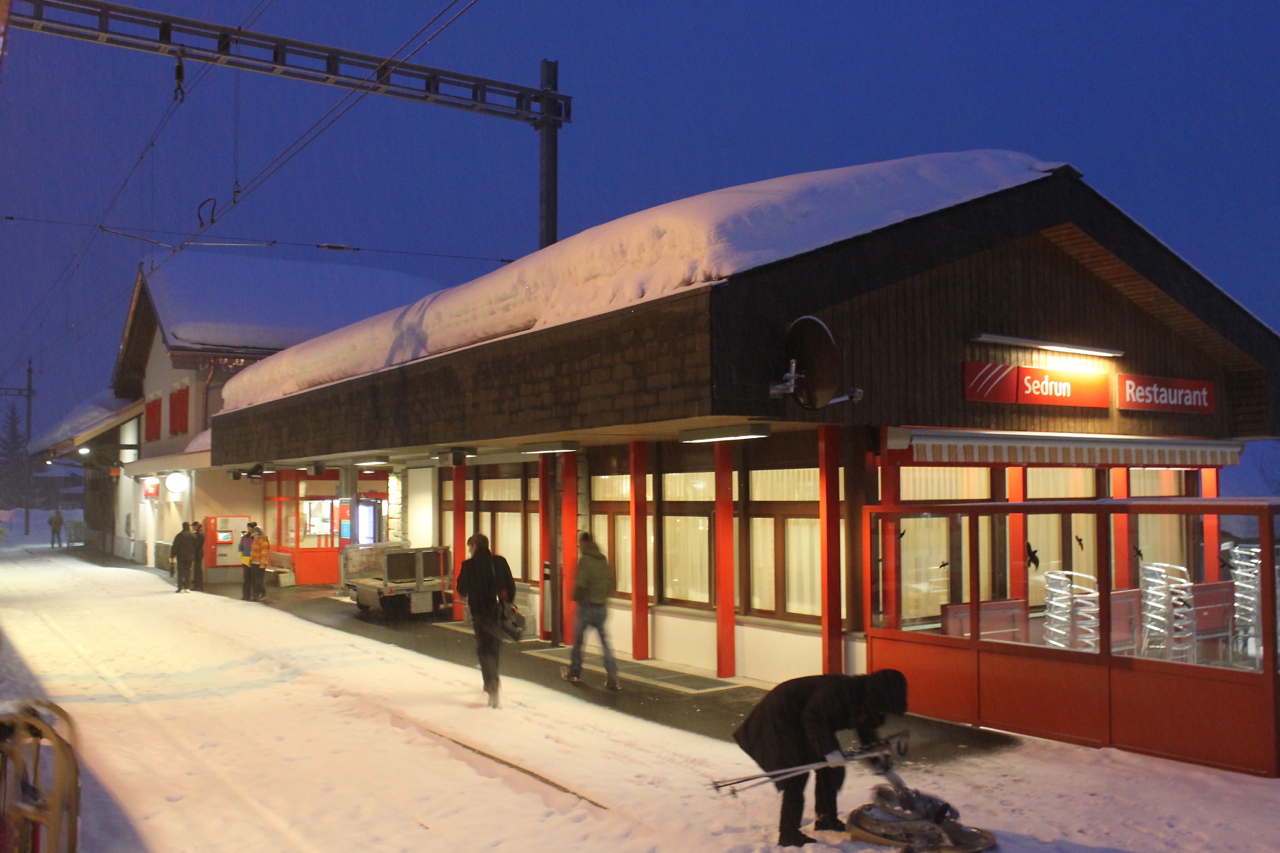
Železniční stanice Sedrun

Sedrun leží na železniční trati bývalé společnosti Furka-Oberalp-Bahn (dnes součást Matterhorn Gotthard Bahn), vedoucí z Disentisu do Andermattu a dále do Brigu. Trať byla otevřena roku 1926 a je elektrifikována střídavou soustavou 11 kV 16,7 Hz. Železnice je jediným zimním spojením na západ, kantonální silnice č. 19 přes průsmyk Oberalp je totiž v zimním období uzavřena.